# Gustav Vigeland
Gustav Vigeland, rodným jménem Adolf Gustav Thorsen (11. dubna 1869 Mandal – 12. března 1943 Oslo) byl norský sochař. Proslul především svou instalací 212 bronzových a žulových soch v parku Frognerparken v Oslu (Vigelandsanlegget), sochou na náměstí Eidsvolls plass před norským parlamentem v Oslu a vytvořením medaile Nobelovy ceny za mír. Byl sympatizantem německého nacismu, mnozí[kdo?] dávají do souvislosti s nacismem (a také stalinským monumentalismem) i jeho dílo.[zdroj?]

## Galerie

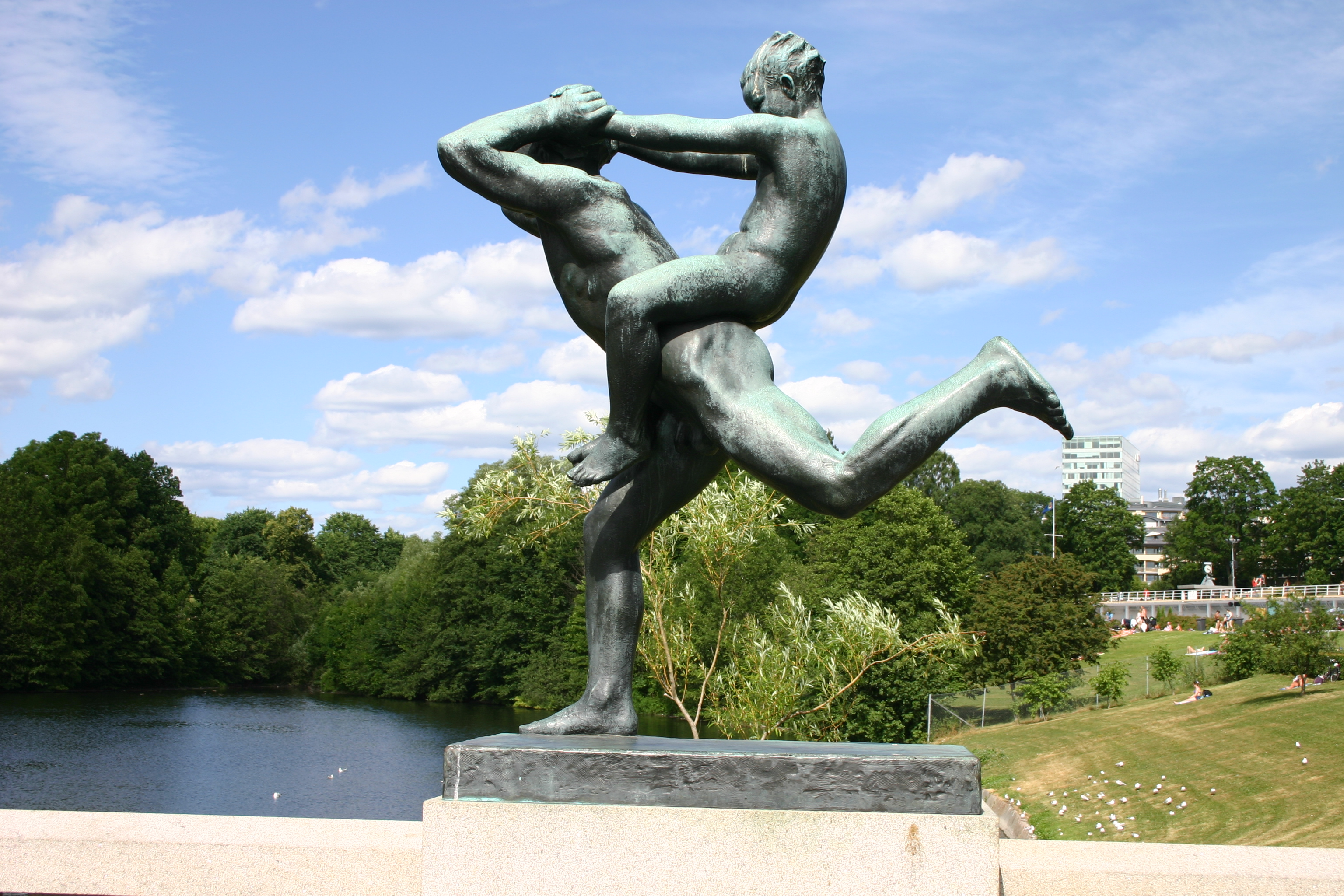
Jedna z 212 soch ve Frognerově parku v Oslo
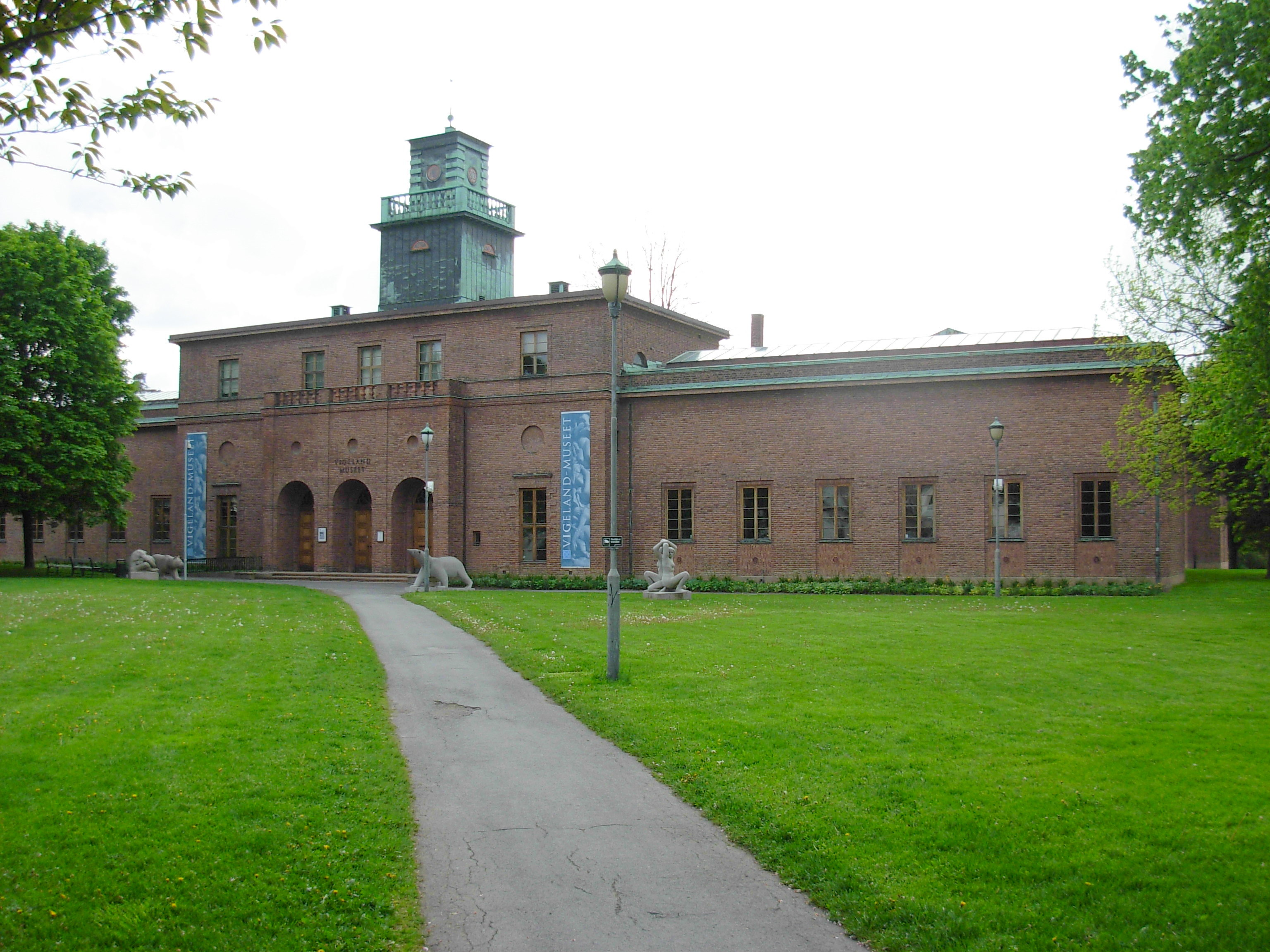
Dům, kde Vigeland žil, dnes Vigelandovo muzeum (Vigelandsmuseet)
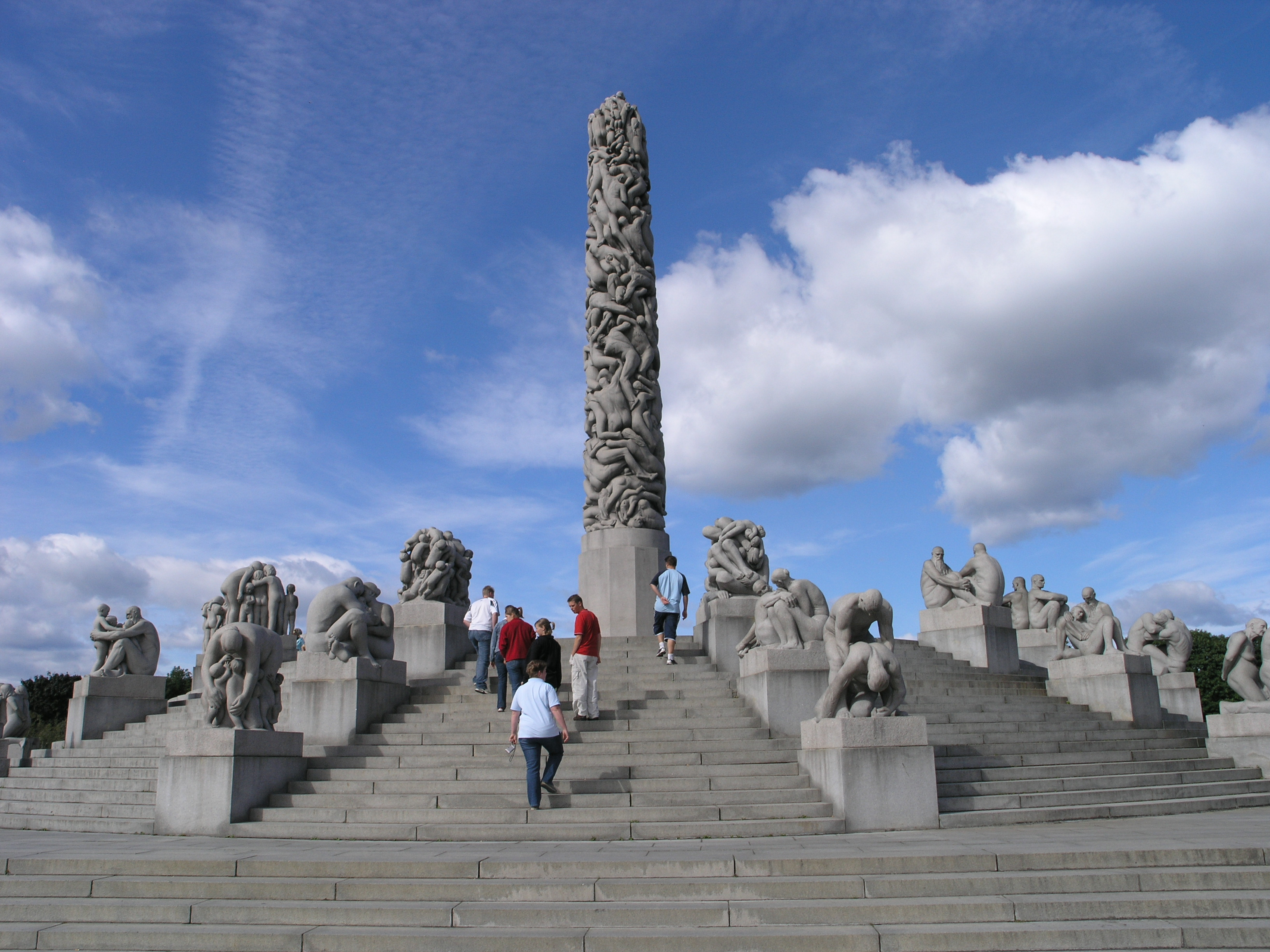
Centrální objekt instalace ve Frognerově parku, tzv. Monolit